# Federico Guglielmo II di Sassonia-Altenburg
Federico Guglielmo II di Sassonia-Altenburg (Weimar, 12 febbraio 1603 – Altenburg, 22 aprile 1669) era il figlio minore del Duca Federico Guglielmo I di Sassonia-Weimar (1562  – 1602) e di Anna Maria del Palatinato-Neuburg (1575  – 1643), sua seconda moglie e fu duca di Sassonia-Altenburg. Nacque otto mesi dopo la morte del padre, avvenuta il 7 luglio dell'anno precedente.

## Biografia
Poco dopo la sua nascita Federico Guglielmo II e i suoi fratelli maggiori ereditarono il Ducato di Sassonia-Altenburg come coreggenti sotto la tutela degli elettori di Sassonia Cristiano II e Giovanni Giorgio I sino al 1618, quando il fratello maggiore Giovanni Filippo assunse il governo del ducato e la tutela dei fratelli minori.
Nel 1632 due fratelli morirono. Federico Guglielmo II e suo fratello maggiore Giovanni Filippo divennero governanti ma, di fatto, Giovanni Filippo fu l'unico Duca di Sassonia-Altenburg. Sino alla morte di Giovanni Filippo (1639) infatti Federico Guglielmo II governò nominalmente, ottenendo solo allora la personale sovranità su Altenburg.
Nel 1660 acquistò le città di Themar e Meiningen. Nel 1664 costruì il casotto da caccia (Jagdschloss) di Hummelshain, e, nel 1665, costruì una particolare sede vedovile (Witwensitz) ad Altenburg per la moglie Maddalena Sibilla, edificio detto appunto "Magdalenenstift".
Alla sua morte gli succedette il suo secondo figlio, ma unico maschio sopravvissuto, Federico Guglielmo III.

## Matrimoni e figli
Nel Castello di Altenburg il 18 settembre 1638 Federico Guglielmo II sposò in prime nozze Sofia Elisabetta di Brandeburgo che morì nel 1650, senza aver generato figli.
A Dresda, l'11 ottobre 1652, Federico Guglielmo II sposò in seconde nozze Maddalena Sibilla di Sassonia (1617 – 1668), figlia di Giovanni Giorgio I di Sassonia, da cui ebbe tre figli:
- Cristiano (27 febbraio 1654 - 5 giugno 1663).[1]
- Giovanna Maddalena (14 gennaio 1656 - 22 gennaio 1686), sposò il 25 ottobre 1671 Giovanni Adolfo I di Sassonia-Weissenfels.
- Federico Guglielmo III di Sassonia-Altenburg (12 luglio 1657 - 14 aprile 1672).

## Ascendenza
|                                                     |                                             |                                               | Genitori                                            |  |  | Nonni |  |  | Bisnonni                                             |  |  | Trisnonni                                 |  |
|                                                     |                                             |                                               |                                                     |  |  |       |  |  | 8. Johann Friedrich I, principe elettore di Sassonia |  |  | 16. Johann, principe elettore di Sassonia |  |
|                                                     |                                             |                                               |                                                     |  |  |       |  |  | 8. Johann Friedrich I, principe elettore di Sassonia |  |  | 16. Johann, principe elettore di Sassonia |  |
|                                                     |                                             | 17. Sophie von Mecklenburg-Schwerin           |                                                     |  |  |       |  |  | 8. Johann Friedrich I, principe elettore di Sassonia |  |  |                                           |  |
| 4. Johann Wilhelm, duca di Sassonia-Weimar          |                                             |                                               |                                                     |  |  |       |  |  | 8. Johann Friedrich I, principe elettore di Sassonia |  |  |                                           |  |
|                                                     |                                             | 9. Sibylle von Jülich-Kleve-Berg              | 18. Johann III, duca di Kleve                       |  |  |       |  |  |                                                      |  |  |                                           |  |
|                                                     |                                             | 9. Sibylle von Jülich-Kleve-Berg              | 18. Johann III, duca di Kleve                       |  |  |       |  |  |                                                      |  |  |                                           |  |
|                                                     |                                             | 9. Sibylle von Jülich-Kleve-Berg              | 19. Maria, duchessa di Jülich e Berg                |  |  |       |  |  |                                                      |  |  |                                           |  |
| 2. Friedrich Wilhelm I, duca di Sassonia-Weimar     |                                             | 9. Sibylle von Jülich-Kleve-Berg              |                                                     |  |  |       |  |  |                                                      |  |  |                                           |  |
|                                                     |                                             | 10. Friedrich III, elettore palatino del Reno | 20. Johann II, conte palatino di Simmern            |  |  |       |  |  |                                                      |  |  |                                           |  |
|                                                     |                                             | 10. Friedrich III, elettore palatino del Reno | 20. Johann II, conte palatino di Simmern            |  |  |       |  |  |                                                      |  |  |                                           |  |
|                                                     |                                             | 10. Friedrich III, elettore palatino del Reno | 21. Beatrix von Baden                               |  |  |       |  |  |                                                      |  |  |                                           |  |
| 5. Dorothea Susanne von der Pfalz-Simmern           |                                             | 10. Friedrich III, elettore palatino del Reno |                                                     |  |  |       |  |  |                                                      |  |  |                                           |  |
|                                                     |                                             | 11. Marie von Brandenburg-Kulmbach            | 22. Kasimir, margravio di Brandeburgo-Kulmbach      |  |  |       |  |  |                                                      |  |  |                                           |  |
|                                                     |                                             | 11. Marie von Brandenburg-Kulmbach            | 22. Kasimir, margravio di Brandeburgo-Kulmbach      |  |  |       |  |  |                                                      |  |  |                                           |  |
|                                                     |                                             | 11. Marie von Brandenburg-Kulmbach            | 23. Susanna von Bayern                              |  |  |       |  |  |                                                      |  |  |                                           |  |
| 1. Friedrich Wilhelm II, duca di Sassonia-Altenburg |                                             | 11. Marie von Brandenburg-Kulmbach            |                                                     |  |  |       |  |  |                                                      |  |  |                                           |  |
|                                                     | 12. Wolfgang, conte palatino di Zweibrücken | 24. Ludwig II, conte palatino di Zweibrücken  |                                                     |  |  |       |  |  |                                                      |  |  |                                           |  |
|                                                     | 12. Wolfgang, conte palatino di Zweibrücken | 24. Ludwig II, conte palatino di Zweibrücken  |                                                     |  |  |       |  |  |                                                      |  |  |                                           |  |
|                                                     | 12. Wolfgang, conte palatino di Zweibrücken | 25. Elisabeth von Hessen                      |                                                     |  |  |       |  |  |                                                      |  |  |                                           |  |
| 6. Philipp Ludwig, conte palatino di Neuburg        | 12. Wolfgang, conte palatino di Zweibrücken |                                               |                                                     |  |  |       |  |  |                                                      |  |  |                                           |  |
|                                                     |                                             | 13. Anna von Hessen                           | 26. Philipp I, langravio d'Assia                    |  |  |       |  |  |                                                      |  |  |                                           |  |
|                                                     |                                             | 13. Anna von Hessen                           | 26. Philipp I, langravio d'Assia                    |  |  |       |  |  |                                                      |  |  |                                           |  |
|                                                     |                                             | 13. Anna von Hessen                           | 27. Christina von Sachsen                           |  |  |       |  |  |                                                      |  |  |                                           |  |
| 3. Anna Maria von Pfalz-Neuburg                     |                                             | 13. Anna von Hessen                           |                                                     |  |  |       |  |  |                                                      |  |  |                                           |  |
|                                                     |                                             | 14. Wilhelm, duca di Jülich-Kleve-Berg        | 28. Johann III, duca di Kleve (= 18)                |  |  |       |  |  |                                                      |  |  |                                           |  |
|                                                     |                                             | 14. Wilhelm, duca di Jülich-Kleve-Berg        | 28. Johann III, duca di Kleve (= 18)                |  |  |       |  |  |                                                      |  |  |                                           |  |
|                                                     |                                             | 14. Wilhelm, duca di Jülich-Kleve-Berg        | 29. Maria, duchessa di Jülich e Berg (= 19)         |  |  |       |  |  |                                                      |  |  |                                           |  |
| 7. Anna von Jülich-Kleve-Berg                       |                                             | 14. Wilhelm, duca di Jülich-Kleve-Berg        |                                                     |  |  |       |  |  |                                                      |  |  |                                           |  |
|                                                     |                                             | 15. Maria von Österreich                      | 30. Ferdinand I, imperatore del Sacro Romano Impero |  |  |       |  |  |                                                      |  |  |                                           |  |
|                                                     |                                             | 15. Maria von Österreich                      | 30. Ferdinand I, imperatore del Sacro Romano Impero |  |  |       |  |  |                                                      |  |  |                                           |  |
|                                                     |                                             | 15. Maria von Österreich                      | 31. Anna Jagiellonka                                |  |  |       |  |  |                                                      |  |  |                                           |  |
|                                                     |                                             | 15. Maria von Österreich                      |                                                     |  |  |       |  |  |                                                      |  |  |                                           |  |